# Saint-Amancet
Saint-Amancet – miejscowość i gmina we Francji, w regionie Oksytania, w departamencie Tarn.
Według danych na rok 1990 gminę zamieszkiwało 131 osób, a gęstość zaludnienia wynosiła 11 osób/km² (wśród 3020 gmin regionu Midi-Pireneje Saint-Amancet plasuje się na 932. miejscu pod względem liczby ludności, natomiast pod względem powierzchni na miejscu 956.).